# Публично-правовая корпорация
Общественная корпорация (нем. Körperschaft des öffentlichen Rechts — Орган публичного права, сокращённо: K.d.ö.R., а также KdöR, KöR или K.ö.R.) — в праве Германии, Австрии и Швейцарии юридическое лицо публичного права, имеющее членство (в отличие от общественного учреждения).

## Разновидности корпораций общественного права
Разновидности корпораций общественного права в немецких землях, например в Свободном государстве Бавария начиная с 1866 года, включая периоды Северо-Германского союза, Германской империи, Германской республики, Третьего рейха, Западного Берлина, Федеративной Республики Германия (ФРГ), Германской Демократической Республики (ГДР) и так далее:
- территориальные корпорации (Gebietskörperschaft)
  - государства, в том числе сами Германия[2], Австрия, Швейцария и ГДР в период её существования;
  - часть административно-территориальных единиц, напр. все земли Германии и Австрии, районы Германии, все города и общины Германии и Австрии, городские округа Берлина и Гамбурга, до 1947 года — провинциальные союзы Пруссии;
- персональные корпорации (Personalkörperschaft)
  - корпорации земельного подчинения (Landesunmittelbare Körperschaften des öffentlichen Rechts) — публично-правовые корпорации существующие на основании земельного закона, договора между землями, постановления ландтага или постановления правительства земли, напр. торгово-промышленные палаты (Industrie- und Handelskammer), ремесленные палаты (Handwerkskammer), врачебные палаты, стоматологические палаты, нотариальные палаты Германии, экономические палаты, палаты рабочих и служащих, сельскохозяйственные палаты Австрии, а с послевоенного периода также в Германии и университеты[3], а также публично-правовые религиозные объединения, напр. земельные евангелические церкви Германии, католические диоцезы Германии, Центральный совет евреев Германии, Конференция католических епископов Австрии, Евангелическая церковь Аугсбургского и Гельветического исповеданий Австрии, Иудейское религиозное общество Австрии и т. п.;
  - корпорации федерального подчинения подчинения (Bundesunmittelbare Körperschaften des öffentlichen Rechts) — публично-правовые корпорации существующие на основании федерального или имперского закона, постановления бундестага или рейхстага или постановления федерального или имперского правительства, напр. страховые кооперативы в Германии;
- в Германии начиная с послевоенного периода — корпорации-союзы (Verbandskörperschaft / Bundkörperschaft), напр. амты, федеральная адвокатская палата  (Bundesrechtsanwaltskammer);
- в Германии начиная с послевоенного периода — реальные корпорации (Realkörperschaft), напр. береговые союзы (Deichverband), охотничьи кооперативы (Jagdgenossenschaft).

## Перечень религиозных объединений Германии, имеющих статус общественной корпорации
Часть религиозных общин Германии обладает статусом общественной корпорации. К ним относятся:
- Евангелическая церковь Германии (Evangelische Kirche in Deutschland) и все её поместные церкви (практически все с момента их основания), а также все их благочиния и приходы, также общественными корпорациями являлись практически все поместные евангелическо-лютеранские церкви существовавшие в прошлом
- Римско-католическая церковь и все её диоцезы (практически все являются с момента их основания), также общественными корпорациями являлись практически все диоцезы Католической церкви существовавшие в прошлом
- Германская старокатолическая церковь (Alt-Katholische Kirche in Deutschland)
- Свободные евангельские церкви
  - Федерация евангельских свободных церквей (Bund Evangelisch-Freikirchlicher Gemeinden)
  - Конфедерация свободных евангельских церквей в Германии (Bund Freier evangelischer Gemeinden in Deutschland)
  - Объединённая методистская церковь (Evangelisch-methodistische Kirche) (с 1936 года)
  - Независимая Евангелическо-лютеранская церковь (Evangelisch-Lutherische Freikirche) (c 1923 года)
  - Независимая евангелическая лютеранская церковь (Selbständige Evangelisch-Lutherische Kirche)
  - Моравская церковь (Herrnhuter Brüdergemeine)
  - Рабочее содружество меннонитских общин Германии (Arbeitsgemeinschaft Mennonitischer Gemeinden in Deutschland)
  - Федерация свободных пятидесятнических церквей (Bund Freikirchlicher Pfingstgemeinden) (с с 29 марта 1974 года)
  - Армия Спасения в Германии (Heilsarmee)
- Православные церкви
  - Греческая митрополия Германии
  - Русская православная церковь заграницей (c 1936 года)
  - Русская православная церковь (МП)
- Еврейские общины
  - Центральный совет евреев в Германии
  - Еврейское земельные ассоциации
  - Отдельные еврейские общины
  - Израильские культурные общины
- Прочее
  - Новоапостольская церковь (Neuapostolische Kirche)
  - Церковь адвентистов седьмого дня
  - Апостольство Иисуса Христа
  - Церковь Бога
  - Христианская община
  - Йоханиттская церковь
  - (Первая) Церковь Христова (Христианская наука)
  - Союз свободных религиозных общин в Германии
  - Гуманистическое сообщество свободных протестантов
  - Свободная унитарная религиозная община
  - Церковь Иисуса Христа Святых последних дней (мормоны) (в землях Берлин и Гессен с 1954 года, в земле Рейнланд-Пфальце с 2013, в земле Саксония 2014 года, в земле Северный Рейн-Вестфалия с 2015 года, в земле Гамбург с 2016 года)
  - Конфедерация духовной свободы Баварии
  - Свидетели Иеговы в Германии (с 2006 года)

Религиозные организации, обладающие статусом общественной корпорации, имеют право взимать церковный налог со своих членов, но не обязаны этого делать.